# Eendjespoort
De Eendjespoort (ook Leidse Waterpoort) was een waterpoort in de Nederlandse stad Haarlem. De poort werd in 1866 gesloopt. Vanuit de Eendjespoort vertrokken beurtschuiten naar Leiden tot de aanleg van de Trekvaart Haarlem-Leiden.
Amsterdamse Poort · Schalkwijkerpoort · Eendjespoort · Kleine Houtpoort · Grote Houtpoort · Raampoort · Raakstorens · Zijlpoort · Kruispoort · Janspoort · Nieuwpoort / Kennemerpoort · Catrijnenpoort · Deymanspoort · Vrouwehek